# ان‌جی‌سی ۲۱۴۶
ان‌جی‌سی ۲۱۴۶ (انگلیسی: NGC 2146) نام یک کهکشان مارپیچی میله‌ای در صورت فلکی زرافه است.